# Danemark aux Jeux olympiques d'été de 2020
Le Danemark participe aux Jeux olympiques de 2020 à Tokyo au Japon. Il s'agit de sa 28e participation à des Jeux d'été.
Le Comité international olympique autorise à partir de ces Jeux à ce que les délégations présentent deux porte-drapeaux, une femme et un homme, pour la cérémonie d'ouverture. Le skipper Jonas Warrer et l'athlète Sara Slott Petersen sont nommés par la Fédération des sports du Danemark le 24 juin 2021.

## Médaillés
| Sport              | Discipline                      | Athlète(s)                         | Performance                     | Date     |
| ------------------ | ------------------------------- | ---------------------------------- | ------------------------------- | -------- |
| Voile              | Laser Radial femmes             | Anne-Marie Rindom                  | 78 points                       | 1er août |
| Badminton          | Simple hommes                   | Viktor Axelsen                     | Chen Long Victoire 21-15, 21-12 | 2 août   |
| Cyclisme sur piste | Course à l'américaine masculine | Lasse Norman Hansen Michael Mørkøv | 43 points                       | 7 août   |

| Sport              | Discipline                      | Athlète(s) | Performance          | Date       |
| ------------------ | ------------------------------- | --- | -------------------- | ---------- |
| Tir                | Skeet hommes                    | Jesper Hansen | 55 pts               | 26 juillet |
| Cyclisme sur piste | Poursuite par équipes masculine | Lasse Norman Hansen Niklas Larsen Frederik Madsen Rasmus Pedersen | 3 min 45 s 895       | 4 août     |
| Cyclisme sur piste | Course à l'américaine féminine  | Amalie Dideriksen Julie Leth | 35 points            | 6 août     |
| Handball           | Tournoi masculin                | Lasse Andersson Mathias Gidsel Jóhan Hansen Mikkel Hansen Jacob Holm Emil Jakobsen Niklas Landin Jacobsen Magnus Landin Jacobsen Mads Mensah Larsen Kevin Møller Henrik Møllgaard Morten Olsen Magnus Saugstrup Lasse Svan Henrik Toft Hansen | France Défaite 23-25 | 7 août     |

| Sport       | Discipline                 | Athlète(s)                       | Performance    | Date       |
| ----------- | -------------------------- | -------------------------------- | -------------- | ---------- |
| Aviron      | Deux sans barreur masculin | Joachim Sutton Frederic Vystavel | 6 min 19 s 88  | 29 juillet |
| Natation    | 50 m nage libre féminin    | Pernille Blume                   | 24 s 21        | 1er août   |
| Canoë-kayak | K1 200 mètres femmes       | Emma Jørgensen                   | 38 s 901       | 3 août     |
| Canoë-kayak | K1 500 mètres femmes       | Emma Jørgensen                   | 1 min 52 s 773 | 5 août     |

| Sport       |   |   |   | Total |
| ----------- | - | - | - | ----- |
| Aviron      | 0 | 0 | 1 | 1     |
| Badminton   | 1 | 0 | 0 | 1     |
| Canoë-kayak | 0 | 0 | 2 | 2     |
| Cyclisme    | 1 | 2 | 0 | 3     |
| Handball    | 0 | 1 | 0 | 1     |
| Natation    | 0 | 0 | 1 | 1     |
| Tir         | 0 | 1 | 0 | 1     |
| Voile       | 1 | 0 | 0 | 1     |
| Total       | 3 | 4 | 4 | 11    |

| Jour       |   |   |   | Total |
| ---------- | - | - | - | ----- |
| 26 juillet | 0 | 1 | 0 | 1     |
| 29 juillet | 0 | 0 | 1 | 1     |
| 1er août   | 1 | 0 | 1 | 2     |
| 2 août     | 1 | 0 | 0 | 1     |
| 3 août     | 0 | 0 | 1 | 1     |
| 4 août     | 0 | 1 | 0 | 1     |
| 5 août     | 0 | 0 | 1 | 1     |
| 6 août     | 0 | 1 | 0 | 1     |
| 7 août     | 1 | 1 | 0 | 2     |
| Total      | 3 | 4 | 4 | 11    |

| Sexe   |   |   |   | Total |
| ------ | - | - | - | ----- |
| Femmes | 1 | 1 | 3 | 5     |
| Hommes | 2 | 3 | 1 | 6     |
| Total  | 3 | 4 | 4 | 11    |

## Athlètes engagés
| Sport           | Hommes | Femmes | Total |
| --------------- | ------ | ------ | ----- |
| Athlétisme      | 9      | 8      | 17    |
| Aviron          | 3      | 6      | 9     |
| Badminton       | 5      | 4      | 9     |
| Canoë-kayak     | 0      | 4      | 4     |
| Cyclisme        | 11     | 7      | 18    |
| Équitation      | 2      | 3      | 5     |
| Golf            | 2      | 2      | 4     |
| Handball        | 14     | 0      | 14    |
| Judo            | 0      | 1      | 1     |
| Lutte           | 1      | 0      | 1     |
| Natation        | 3      | 8      | 11    |
| Skateboard      | 1      | 0      | 1     |
| Tennis de table | 1      | 0      | 1     |
| Tir             | 2      | 2      | 4     |
| Tir à l'arc     | 0      | 1      | 1     |
| Voile           | 3      | 5      | 8     |
| Total           | 57     | 51     | 108   |

## Résultats

### Athlétisme
| Athlète                                                                | Épreuve                   | 1er tour      | 1er tour    | Demi-finale | Demi-finale | Finale          | Finale    |
| Athlète                                                                | Épreuve                   | Temps         | Rang        | Temps       | Rang        | Temps           | Rang      |
| ---------------------------------------------------------------------- | ------------------------- | ------------- | ----------- | ----------- | ----------- | --------------- | --------- |
| Kojo Musah                                                             | 100 m masculin            | 10 s 20       | 5e          | Éliminé     | Éliminé     | Éliminé         | Éliminé   |
| Ole Hesselbjerg                                                        | 3 000 m steeple masculin  | 8 min 24 s 8  | 8e          | Non disputé | Non disputé | Éliminé         | Éliminé   |
| Thijs Nijhuis                                                          | Marathon masculin         | Non disputé   | Non disputé | Non disputé | Non disputé | 2 h 26 min 59 s | 70e       |
| Abdi Hakin Ulad                                                        | Marathon masculin         | Non disputé   | Non disputé | Non disputé | Non disputé | 2 h 15 min 50 s | 23e       |
| Simon Hansen Tazana Kamanga-Dyrbak Kojo Musah Frederik Schou-Nielsen   | Relais 4 × 100 m masculin | 38 s 16 NR    | 7e          | Non disputé | Non disputé | Éliminés        | Éliminés  |
| Sara Slott Petersen                                                    | 400 m haies féminin       | 55 s 52       | 3e          | Abandon     | Abandon     | Éliminée        | Éliminée  |
| Anna Emilie Møller                                                     | 3 000 m steeple féminin   | 9 min 31 s 99 | 9e          | Non disputé | Non disputé | Éliminée        | Éliminée  |
| Emma Beiter Bomme Astrid Glenner-Frandsen Ida Karstoft Mathilde Kramer | Relais 4 × 100 m féminin  | 43 s 51       | 7e          | Non disputé | Non disputé | Éliminées       | Éliminées |

### Aviron
| Athlète                                                                                | Compétition                | Série          | Série | Repêchages     | Repêchages     | Quarts de finale | Quarts de finale | Demi-finale                   | Demi-finale    | Finale                 | Finale                              |
| Athlète                                                                                | Compétition                | Temps          | Rang  | Temps          | Rang           | Temps            | Rang             | Temps                         | Rang           | Temps                  | Rang                                |
| -------------------------------------------------------------------------------------- | -------------------------- | -------------- | ----- | -------------- | -------------- | ---------------- | ---------------- | ----------------------------- | -------------- | ---------------------- | ----------------------------------- |
| Sverri Sandberg Nielsen                                                                | Skiff masculin             | 7 h 2 min 88 s | 1er   | Non concerné   | Non concerné   | 7 min 10 s 52    | 1er              | Demi-finale A/B 6 min 44 s 0  | 2e             | Finale A 6 min 42 s 73 | 4e                                  |
| Joachim Sutton Frederic Vystavel                                                       | Deux sans barreur masculin | 6 min 36 s 93  | 2e    | Non concernés  | Non concernés  | Non disputé      | Non disputé      | Demi-finale A/B 6 min 14 s 88 | 2e             | Finale A 6 min 19 s 88 | Médaille de bronze, Jeux olympiques |
| Fie Udby Erichsen Hedvig Rasmussen                                                     | Deux sans barreur féminin  | 7 min 22 s 86  | 2e    | Non concernées | Non concernées | Non disputé      | Non disputé      | Demi-finale A/B 7 min 8 s 44  | 6e             | Finale B 6 min 59 s 48 | 8e                                  |
| Ida Gørtz Jacobsen Christina Juhl Johansen Frida Sanggaard Nielsen Trine Dahl Pedersen | Deux de couple féminin     | 6 min 50 s 15  | 5e    | 7 min 1 s 17   | 6e             | Non disputé      | Non disputé      | Non qualifiées                | Non qualifiées | Finale B 6 min 59 s 48 | 8e                                  |

### Badminton
| Athlète                             | Compétition   | Phase de groupes                                 | Phase de groupes                         | Phase de groupes                                | Phase de groupes | 1/8e de finale              | Quarts de finale                        | Demi-finales                 | Finale                           | Finale                         |
| Athlète                             | Compétition   | Adversaire Score                                 | Adversaire Score                         | Adversaire Score                                | Rang             | Adversaire Score            | Adversaire Score                        | Adversaire Score             | Adversaire Score                 | Rang                           |
| ----------------------------------- | ------------- | ------------------------------------------------ | ---------------------------------------- | ----------------------------------------------- | ---------------- | --------------------------- | --------------------------------------- | ---------------------------- | -------------------------------- | ------------------------------ |
| Anders Antonsen                     | Simple hommes | Nguyễn Victoire 21-13, 21-13                     | Dwicahyo Victoire 21-16, 21-15           | Non disputé                                     | 1er du gr. L     | Penty Victoire 21-10, 21-15 | Ginting Défaite 18-21, 21-15, 18-21     | Éliminé                      | Éliminé                          | Éliminé                        |
| Viktor Axelsen                      | Simple hommes | Wraber Victoire 21-12, 21-11                     | Koljonen Victoire 21-9, 21-13            | Non disputé                                     | 1er du gr. E     | Wang Victoire 21-16, 21-14  | Shi Victoire 21-13, 21-13               | Cordón Victoire 21-18, 21-11 | Chen L. Victoire 21-21-15, 21-12 | Médaille d'or, Jeux olympiques |
| Mia Blichfeldt                      | Simple dames  | Chen H. Victoire 21-7, 21-14                     | Zetchiri Victoire 21-10, 21-3            | Non disputé                                     | 1er du gr. I     | Sindhu Défaite 15-21, 13-21 | Éliminée                                | Éliminée                     | Éliminée                         | Éliminée                       |
| Kim Astrup Anders Skaarup Rasmussen | Double hommes | Ivanov / Sozonov Victoire 21-13, 21-18           | Olofua / Opeyori Victoire 21-7, 21-10    | Endo / Watanabe Défaite 14-21, 12-21            | 2e du gr. B      | Non disputé                 | Li J. / Liu Défaite 21-12, 14-21, 19-21 | Éliminés                     | Éliminés                         | Éliminés                       |
| Maiken Fruergaard Sara Thygesen     | Double dames  | Du / Li Y. Défaite 13-21, 15-21                  | Lee / Shin Victoire 15-21, 21-19, 22-20  | Mapasa / Somerville Défaite 19-21, 21-13, 12-21 | 4e du gr. C      | Non disputé                 | Éliminées                               | Éliminées                    | Éliminées                        | Éliminées                      |
| Mathias Christiansen Alexandra Bøje | Double mixte  | Watanabe / Higashino Défaite 22-20, 11-21, 15-21 | Jordan / Oktavianti Défaite 22-24, 19-21 | Leung / Somerville Victoire 21-6, 21-14         | 3e du gr. C      | Non disputé                 | Éliminés                                | Éliminés                     | Éliminés                         | Éliminés                       |

### Canoë-kayak
| Athlète                                                         | Compétition     | Série          | Série | Quarts de finale | Quarts de finale | Demi-finale    | Demi-finale | Finale Finale B Finale C | Finale Finale B Finale C            |
| Athlète                                                         | Compétition     | Temps          | Rang  | Temps            | Rang             | Temps          | Rang        | Temps                    | Rang                                |
| --------------------------------------------------------------- | --------------- | -------------- | ----- | ---------------- | ---------------- | -------------- | ----------- | ------------------------ | ----------------------------------- |
| Sara Milthers                                                   | K1 200 m femmes | 43 s 863       | 6e    | 43 s 675         | 5e               | Éliminée       | Éliminée    | Éliminée                 | Éliminée                            |
| Emma Jørgensen                                                  | K1 200 m femmes | 41 s 572       | 1re   | Exemptée         | Exemptée         | 38 s 457       | 2e          | 38 s 901                 | Médaille de bronze, Jeux olympiques |
| Emma Jørgensen                                                  | K1 500 m femmes | 1 min 49 s 231 | 2e    | Exemptée         | Exemptée         | 1 min 52 s 931 | 2e          | 1 min 52 s 773           | Médaille de bronze, Jeux olympiques |
| Julie Funch Bolette Nyvang Iversen                              | K2 500 m femmes | 1 min 52 s 730 | 5e    | 1 min 52 s 678   | 5e               | Éliminée       | Éliminée    | Éliminée                 | Éliminée                            |
| Julie Funch Bolette Nyvang Iversen Emma Jørgensen Sara Milthers | K4 500 m femmes | 1 min 38 s 453 | 5e    | 1 min 37 s 682   | 6e               | 1 min 37 s 386 | 4e          | 1 min 41 s 141           | 8e                                  |

### Cyclisme

#### BMX
| Athlète                    | Compétition | Quart de finale | Quart de finale | Demi-finale | Demi-finale | Finale   | Finale |
| Athlète                    | Compétition | Points          | Rang            | Points      | Rang        | Temps    | Rang   |
| -------------------------- | ----------- | --------------- | --------------- | ----------- | ----------- | -------- | ------ |
| Simone Tetsche Christensen | Femmes      | 7               | 2e              | 10          | 2e          | 45 s 582 | 6e     |

#### Sur piste
| Athlète                                                           | Compétition                  | Qualification     | Qualification | Premier tour                            | Premier tour | Finale                        | Finale                             |
| Athlète                                                           | Compétition                  | Temps             | Rang          | Adversaire Résultat                     | Rang         | Adversaire Résultat           | Rang                               |
| ----------------------------------------------------------------- | ---------------------------- | ----------------- | ------------- | --------------------------------------- | ------------ | ----------------------------- | ---------------------------------- |
| Niklas Larsen Lasse Norman Hansen Rasmus Pedersen Frederik Madsen | Poursuite par équipes hommes | 3 min 45 s 014 OR | 1er           | Grande-Bretagne Victoire (pas de temps) | 2e           | Italie Défaite 3 min 42 s 198 | Médaille d'argent, Jeux olympiques |

| Athlète           | Compétition   | Scratch | Scratch | Course tempo | Course tempo | Élimination | Élimination | Course aux points | Course aux points | Total | Rang |
| Athlète           | Compétition   | Rang    | Points  | Rang         | Points       | Rang        | Points      | Rang              | Points            | Total | Rang |
| ----------------- | ------------- | ------- | ------- | ------------ | ------------ | ----------- | ----------- | ----------------- | ----------------- | ----- | ---- |
| Niklas Larsen     | Omnium hommes | 5e      | 32      | 6e           | 30           | 8e          | 26          | 6e                | 25                | 113   | 5e   |
| Amalie Dideriksen | Omnium femmes | 8e      | 26      | 6e           | 32           | 3e          | 36          | 4e                | 11                | 103   | 4e   |

| Athlète                            | Épreuve | Points | Tours | Classement                         |
| ---------------------------------- | ------- | ------ | ----- | ---------------------------------- |
| Lasse Norman Hansen Michael Mørkøv | Hommes  | 43     | -     | Médaille d'or, Jeux olympiques     |
| Amalie Dideriksen Julie Leth       | Femmes  | 35     | 20    | Médaille d'argent, Jeux olympiques |

#### Sur route
| Athlète                 | Compétition      | Temps           | Rang    |
| ----------------------- | ---------------- | --------------- | ------- |
| Kasper Asgreen          | Contre-la-montre | 56 min 52 s 21  | 7e      |
| Kasper Asgreen          | Course en ligne  | Abandon         | Abandon |
| Jakob Fuglsang          | Course en ligne  | 6 h 8 min 9 s   | 12e     |
| Christopher Juul Jensen | Course en ligne  | Abandon         | Abandon |
| Michael Valgren         | Course en ligne  | 6 h 21 min 46 s | 78e     |

| Athlète                  | Compétition      | Temps           | Rang    |
| ------------------------ | ---------------- | --------------- | ------- |
| Emma Norsgaard Jørgensen | Contre-la-montre | 33 min 50 s 18  | 17e     |
| Emma Norsgaard Jørgensen | Course en ligne  | Abandon         | Abandon |
| Cecilie Uttrup Ludwig    | Course en ligne  | 3 h 54 min 31 s | 10e     |

#### VTT
| Athlète        | Compétition | Temps           | Rang |
| -------------- | ----------- | --------------- | ---- |
| Sebastian Fini | Hommes      | 1 h 30 min 28 s | 22e  |
| Caroline Bohé  | Femmes      | 1 h 20 min 57 s | 13e  |
| Malene Degn    | Femmes      | 1 h 20 min 34 s | 12e  |

### Équitation
| Athlète                                                    | Cheval             | Compétition | Grand Prix | Grand Prix | Grand prix spécial | Grand prix spécial | Grand prix libre | Grand prix libre | Total   | Total |
| Athlète                                                    | Cheval             | Compétition | Score      | Rang       | Score              | Rang               | Technique        | Artistique       | Score   | Rang  |
| ---------------------------------------------------------- | ------------------ | ----------- | ---------- | ---------- | ------------------ | ------------------ | ---------------- | ---------------- | ------- | ----- |
| Cathrine Dufour                                            | Bohemian           | Individuel  | 81,056     | 3e         | Non disputé        | Non disputé        | 81,929           | 93,086           | 87,507  | 4e    |
| Carina Cassøe Krüth                                        | Heiline's Danciera | Individuel  | 76,677     | 10e        | Non disputé        | Non disputé        | 78,286           | 88,371           | 83,329  | 7e    |
| Nanna Skodborg Merrald                                     | Zack               | Individuel  | 73,168     | 16e        | Non disputé        | Non disputé        | 76,357           | 85,429           | 80,893  | 11e   |
| Cathrine Dufour Carina Cassøe Krüth Nanna Skodborg Merrald | voir ci-dessus     | Par équipes | 7 435,0    | 3e         | 7 540,0            | 4e                 | Non disputé      | Non disputé      | 7 540,0 | 4e    |

| Athlète      | Cheval      | Compétition | Dressage  | Dressage | Cross-country | Cross-country | Cross-country | Saut d'obstacles | Saut d'obstacles | Saut d'obstacles | Saut d'obstacles | Saut d'obstacles | Saut d'obstacles | Total     | Total   |
| Athlète      | Cheval      | Compétition | Dressage  | Dressage | Cross-country | Cross-country | Cross-country | Qualification    | Qualification    | Qualification    | Finale           | Finale           | Finale           | Total     | Total   |
| Athlète      | Cheval      | Compétition | Pénalités | Rang     | Pénalités     | Total         | Rang          | Pénalités        | Total            | Rang             | Pénalités        | Total            | Rang             | Pénalités | Rang    |
| ------------ | ----------- | ----------- | --------- | -------- | ------------- | ------------- | ------------- | ---------------- | ---------------- | ---------------- | ---------------- | ---------------- | ---------------- | --------- | ------- |
| Peter Flarup | Fascination | Individuel  | 33,70     | 34e      | 67,20         | 100,90        | 47e           | 4,00             | 104,90           | 40e              | Éliminé          | Éliminé          | Éliminé          | Éliminé   | Éliminé |

| Athlète       | Cheval      | Compétition | Qualification | Qualification | Qualification | Qualification | Qualification | Finale    | Finale    | Finale    | Finale  | Finale  |
| Athlète       | Cheval      | Compétition | Pénalités     | Pénalités     | Pénalités     | Temps         | Rang          | Pénalités | Pénalités | Pénalités | Temps   | Rang    |
| Athlète       | Cheval      | Compétition | Saut          | Temps         | Total         | Temps         | Rang          | Saut      | Temps     | Total     | Temps   | Rang    |
| ------------- | ----------- | ----------- | ------------- | ------------- | ------------- | ------------- | ------------- | --------- | --------- | --------- | ------- | ------- |
| Andreas Schou | Darc de Lux | Individuel  | 8,00          | 1,00          | 9,00          | 89,52         | 47e           | Éliminé   | Éliminé   | Éliminé   | Éliminé | Éliminé |

### Golf
| Athlète                 | Compétition       | Scores | Scores | Scores | Scores | Total     | Rang |
| Athlète                 | Compétition       | Jour 1 | Jour 2 | Jour 3 | Jour 4 | Total     | Rang |
| ----------------------- | ----------------- | ------ | ------ | ------ | ------ | --------- | ---- |
| Joachim B. Hansen       | Épreuve masculine | 66     | 73     | 67     | 69     | 275 (-9)  | 27e  |
| Rasmus Højgaard         | Épreuve masculine | 73     | 68     | 66     | 71     | 278 (-6)  | 38e  |
| Nanna Koerstz Madsen    | Épreuve féminine  | 69     | 64     | 72     | 69     | 274 (-10) | 9e   |
| Emily Kristine Pedersen | Épreuve féminine  | 70     | 63     | 70     | 68     | 271 (-13) | 5e   |

### Handball
| Compétition      | Phase de groupe      | Phase de groupe       | Phase de groupe        | Phase de groupe         | Phase de groupe     | Phase de groupe | Quart de finale        | Demi-finale            | Finale / 3e place    | Finale / 3e place                  |
| Compétition      | Adversaire Score     | Adversaire Score      | Adversaire Score       | Adversaire Score        | Adversaire Score    | Rang            | Adversaire Score       | Adversaire Score       | Adversaire Score     | Rang                               |
| ---------------- | -------------------- | --------------------- | ---------------------- | ----------------------- | ------------------- | --------------- | ---------------------- | ---------------------- | -------------------- | ---------------------------------- |
| Tournoi masculin | Japon Victoire 47-30 | Égypte Victoire 32-27 | Bahreïn Victoire 31-21 | Portugal Victoire 34-28 | Suède Défaite 30-33 | 1er             | Norvège Victoire 31-25 | Espagne Victoire 27-23 | France Défaite 23-25 | Médaille d'argent, Jeux olympiques |

### Judo
| Athlète     | Compétition           | 1er tour                        | 2e tour             | Quart de finale     | Demi-finale         | Repêchage           | Finale / MB         | Rang     |
| Athlète     | Compétition           | Adversaire Résultat             | Adversaire Résultat | Adversaire Résultat | Adversaire Résultat | Adversaire Résultat | Adversaire Résultat | Rang     |
| ----------- | --------------------- | ------------------------------- | ------------------- | ------------------- | ------------------- | ------------------- | ------------------- | -------- |
| Lærke Olsen | Moins de 63 kg femmes | Beauchemin-Pinard Défaite 00-10 | Éliminée            | Éliminée            | Éliminée            | Éliminée            | Éliminée            | Éliminée |

### Lutte
| Athlète            | Compétition | Huitième de finale  | Quart de finale     | Demi-finale         | Repêchage           | Finale 3e place Classement | Rang |
| Athlète            | Compétition | Adversaire Résultat | Adversaire Résultat | Adversaire Résultat | Adversaire Résultat | Adversaire Résultat        | Rang |
| ------------------ | ----------- | ------------------- | ------------------- | ------------------- | ------------------- | -------------------------- | ---- |
| Fredrik Bjerrehuus | 67 kg       | Nasibov Défaite 1-5 | Non qualifié        | Non qualifié        | Surkov Défaite 0-7  | Éliminé                    | 14e  |

### Natation
| Athlète                                                               | Épreuve                      | Série          | Série       | Demi-finale  | Demi-finale | Finale        | Finale                              |
| Athlète                                                               | Épreuve                      | Temps          | Rang        | Temps        | Rang        | Temps         | Rang                                |
| --------------------------------------------------------------------- | ---------------------------- | -------------- | ----------- | ------------ | ----------- | ------------- | ----------------------------------- |
| Anton Ipsen                                                           | 800 m nage libre masculin    | 7 min 54 s 21  | 21e         | Non disputé  | Non disputé | Éliminé       | Éliminé                             |
| Anton Ipsen                                                           | 1 500 m nage libre masculin  | 15 min 1 s 58  | 14e         | Non disputé  | Non disputé | Éliminé       | Éliminé                             |
| Alexander Nørgaard                                                    | 800 m nage libre masculin    | 7 min 53 s 50  | 19e         | Non disputé  | Non disputé | Éliminé       | Éliminé                             |
| Alexander Nørgaard                                                    | 1 500 m nage libre masculin  | 15 min 28 s 70 | 26e         | Non disputé  | Non disputé | Éliminé       | Éliminé                             |
| Tobias Bjerg                                                          | 100 m brasse masculin        | Disqualifié    | Disqualifié | Éliminé      | Éliminé     | Éliminé       | Éliminé                             |
| Julie Kepp Jensen                                                     | 50 m nage libre féminin      | 24 s 70        | 14e         | 24 s 98      | 16e         | Éliminée      | Éliminée                            |
| Pernille Blume                                                        | 50 m nage libre féminin      | 24 s 12        | 2e          | 24 s 8       | 2e          | 24 s 21       | Médaille de bronze, Jeux olympiques |
| Pernille Blume                                                        | 100 m nage libre féminin     | 52 s 96        | 7e          | 53 s 26      | 10e         | Éliminée      | Éliminée                            |
| Signe Bro                                                             | 100 m nage libre féminin     | 35 s 54        | 13e         | 53 s 55      | 12e         | Éliminée      | Éliminée                            |
| Helena Rosendahl Bach                                                 | 1 500 m nage libre féminin   | 16 min 29 s 56 | 25e         | Non disputé  | Non disputé | Éliminée      | Éliminée                            |
| Helena Rosendahl Bach                                                 | 200 m papillon féminin       | 2 min 9 s 37   | 10e         | 2 min 10 s 5 | 12e         | Éliminée      | Éliminée                            |
| Pernille Blume Signe Bro Julie Kepp Jensen Jeanette Ottesen           | 4 × 100 m nage libre féminin | 3 min 35 s 56  | 7e          | Non disputé  | Non disputé | 3 min 35 s 70 | 8e                                  |
| Emilie Beckmann Pernille Blume Clara Rybak-Andersen Karoline Sørensen | 4 × 100 m 4 nages féminin    | 4 min 4 s 5    | 15e         | Non disputé  | Non disputé | Éliminées     | Éliminées                           |

### Skateboard
| Athlète       | Compétition | Rounds | Rounds | Finale  | Finale  |
| Athlète       | Compétition | Points | Rang   | Points  | Rang    |
| ------------- | ----------- | ------ | ------ | ------- | ------- |
| Rune Glifberg | Hommes      | 37,61  | 19e    | Éliminé | Éliminé |

### Tennis de table
| Athlète(s)     | Compétition      | Tour préliminaire | 1er tour         | 2e tour              | 3e tour           | 4e tour          | Quarts de finale | Demi-finale      | Finale / MB      | Rang    |
| Athlète(s)     | Compétition      | Adversaire Score  | Adversaire Score | Adversaire Score     | Adversaire Score  | Adversaire Score | Adversaire Score | Adversaire Score | Adversaire Score | Rang    |
| -------------- | ---------------- | ----------------- | ---------------- | -------------------- | ----------------- | ---------------- | ---------------- | ---------------- | ---------------- | ------- |
| Jonathan Groth | Simple messieurs | Exempté           | Exempté          | Majoros Victoire 4-1 | Gauzy Défaite 0-4 | Éliminé          | Éliminé          | Éliminé          | Éliminé          | Éliminé |

### Tir
| Athlète       | Compétition                 | Qualification | Qualification | Finale  | Finale                             |
| Athlète       | Compétition                 | Points        | Rang          | Points  | Rang                               |
| ------------- | --------------------------- | ------------- | ------------- | ------- | ---------------------------------- |
| Steffen Olsen | Carabine à 50 m 3 positions | 1 160         | 28e           | Éliminé | Éliminé                            |
| Jesper Hansen | Skeet,                      | 122           | 6e            | 55      | Médaille d'argent, Jeux olympiques |

| Athlète                     | Compétition                  | Qualification | Qualification | Finale   | Finale   |
| Athlète                     | Compétition                  | Points        | Rang          | Points   | Rang     |
| --------------------------- | ---------------------------- | ------------- | ------------- | -------- | -------- |
| Anna Nielsen                | Carabine à air comprimé 10 m | 623,3         | 28e           | Éliminée | Éliminée |
| Rikke Ibsen                 | Carabine à air comprimé 10 m | 625,0         | 22e           | Éliminée | Éliminée |
| Carabine à 50 m 3 positions | 1 157                        | 29e           | Éliminée      | Éliminée |          |

| Athlète                    | Compétition                   | Qualification 1 | Qualification 1 | Qualification 2 | Qualification 2 | Finale / 3e place  | Finale / 3e place |
| Athlète                    | Compétition                   | Points          | Rang            | Points          | Rang            | Adversaie Résultat | Rang              |
| -------------------------- | ----------------------------- | --------------- | --------------- | --------------- | --------------- | ------------------ | ----------------- |
| Steffen Olsen Anna Nielsen | Carabine à air comprimé 10 m, | 623,1           | 21e             | Éliminés        | Éliminés        | Éliminés           | Éliminés          |

### Tir à l'arc
| Athlète    | Compétition        | Tour préliminaire | Tour préliminaire | 1er tour                | 2e tour            | 3e tour          | Quarts de finale | Demi-finale      | Finale / 3e place | Rang     |
| Athlète    | Compétition        | Score             | Rang              | Adversaire Score        | Adversaire Score   | Adversaire Score | Adversaire Score | Adversaire Score | Adversaire Score  | Rang     |
| ---------- | ------------------ | ----------------- | ----------------- | ----------------------- | ------------------ | ---------------- | ---------------- | ---------------- | ----------------- | -------- |
| Maja Jager | Individuel femmes, | 649               | 25e               | Choirunisa Victoire 6-2 | Perova Défaite 3-7 | Éliminée         | Éliminée         | Éliminée         | Éliminée          | Éliminée |

### Voile
| Athlète                                      | Compétition         | Régate | Régate | Régate | Régate | Régate | Régate | Régate | Régate | Régate | Régate | Régate      | Régate      | Régate | Total net | Rang final                     |
| Athlète                                      | Compétition         | 1      | 2      | 3      | 4      | 5      | 6      | 7      | 8      | 9      | 10     | 11          | 12          | CM     | Total net | Rang final                     |
| -------------------------------------------- | ------------------- | ------ | ------ | ------ | ------ | ------ | ------ | ------ | ------ | ------ | ------ | ----------- | ----------- | ------ | --------- | ------------------------------ |
| Jakob Precht Jensen Jonas Warrer             | 49er hommes         | 6      | 5      | 10     | 3      | 1      | 4      | 6      | 4      | 14     | 15     | 5           | 8           | 16     | 82        | 5e                             |
| Ida Marie Baad Nielsen Marie Thusgaard Olsen | 49er FX femmes      | 14     | 4      | 3      | 5      | 1      | 11     | 14     | 17     | 17     | 9      | 6           | 14          | 8      | 106       | 8e                             |
| Anne-Marie Rindom                            | Laser Radial femmes | 6      | 5      | 3      | 13     | 4      | 4      | 2      | 1      | 26     | ab.    | Non disputé | Non disputé | 15     | 78        | Médaille d'or, Jeux olympiques |
| Lærke Buhl-Hansen                            | RS:X femmes         | 9      | 4      | 8      | 4      | 9      | 8      | 6      | 5      | 5      | 8      | 9           | 9           | 18     | 93        | 7e                             |
| Christian Peter Lübeck Lin Ea Cenholt        | Nacra 17 mixte      | 8      | 8      | 10     | 7      | 2      | 4      | 13     | 11     | 11     | 1      | 3           | 1           | 4      | 70        | 4e                             |